# Organización político-administrativa de Albacete

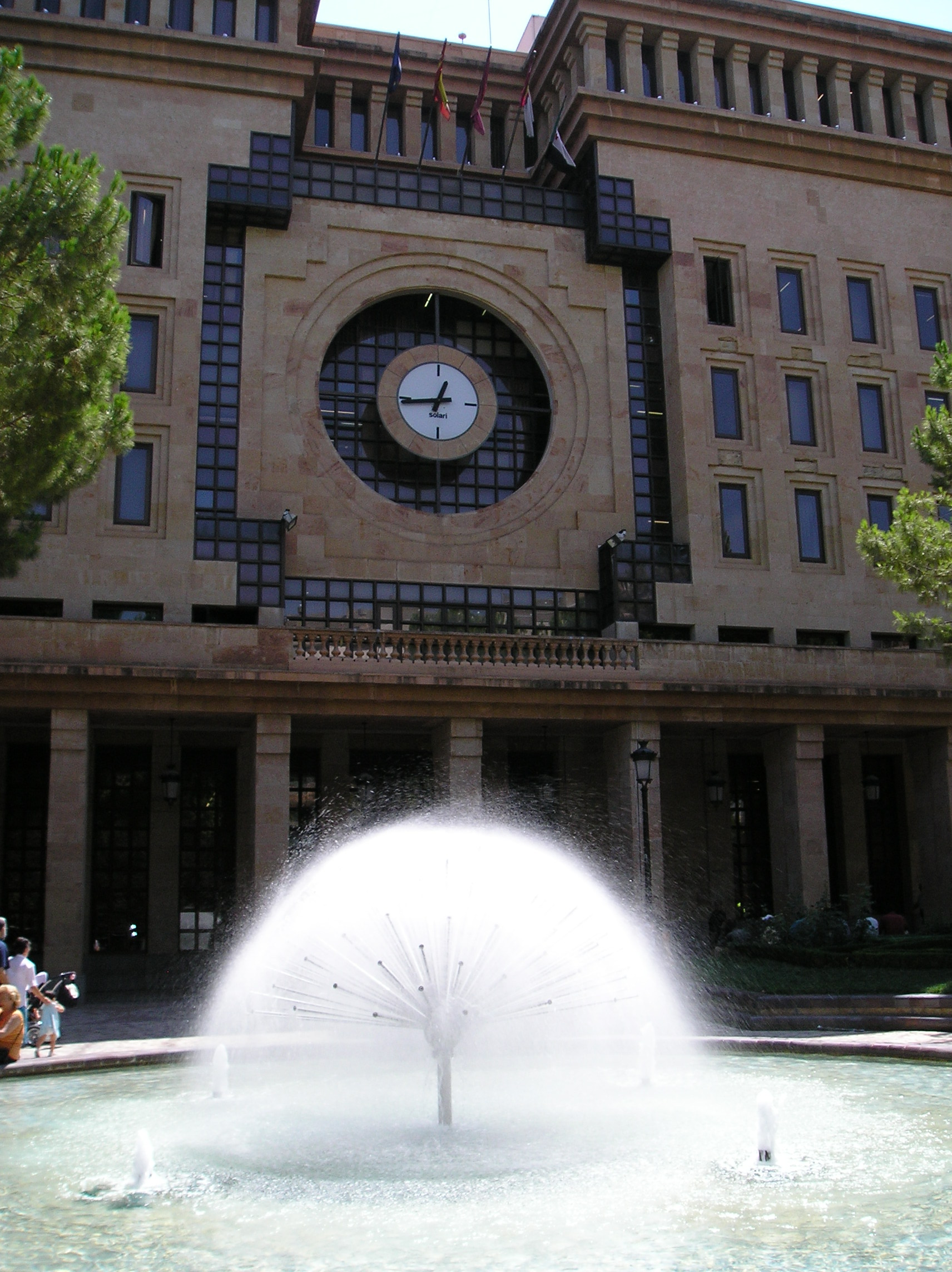
Actual sede del Ayuntamiento de Albacete.

La ciudad de Albacete está gobernada por el Ayuntamiento de Albacete, cuyos representantes se eligen cada cuatro años por sufragio universal de todos los ciudadanos mayores de 18 años de edad. El órgano está presidido por el alcalde de Albacete, actualmente Emilio Sáez.
Albacete está dividido administrativamente en seis distritos, que a su vez se subdividen en barrios, no necesariamente coincidentes con los barrios tradicionales.

## Organización administrativa
Con la entrada en vigor de la Ley de Grandes Ciudades, el municipio de Albacete se ha dividido en seis distritos gracias al Reglamento Orgánico de Organización y Funcionamiento de los Distritos del Ayuntamiento de Albacete, coordinados por Juntas Municipales de Distrito, que integran a los diferentes barrios de la ciudad. Dichos distritos están compuestos por los siguientes barrios:
| Distritos y barrios de la ciudad de Albacete |                        | |
| Distrito                                     | Población (aproximada) | Barrios integrantes |
| Distrito A                                   | 6.300                  | La Estrella, La Milagrosa, Miguel Ángel Blanco, Polígono San Antón |
| Distrito B                                   | 27.000                 | Universidad, Hermanos Falcó, Hoya de San Ginés, Huerta de Monroy, Medicina, Hospital, Carretas-Huerta de Marzo |
| Distrito C                                   | 55.000                 | Fátima (Ensanche), Franciscanos (Ensanche), Parque Sur, Pedro Lamata, San Pedro-Mortero, Santa Teresa, Casas Baratas, Sepulcro-Bolera, Vereda |
| Distrito D                                   | 36.000                 | Canal de María Cristina, Congo, El Pilar, Feria, Las Cañicas, Imaginalia, San Pablo |
| Distrito E                                   | 42.000                 | Centro, Industria, La Pajarita, Nuestra Señora de Cubas, Santa Cruz, Los Llanos del Águila, Campollano, Polígono San Antón, San Antonio Abad, Villacerrada |
| Distrito P (Extrarradio y barrios rurales)   | 6.200                  | Abuzaderas, Aguas Nuevas, Argamasón, Bacariza, Campillo de las Doblas, Casa Capitán, Casa de las Monjas, Casa Grande, Cerro Lobo, El Salobral, La Pulgosa, La Torrecica, Los Anguijes, Los Llanos, Santa Ana, Tinajeros, Villar de Pozo Rubio, Aguasol, Casas Viejas, Las Viñas, Los Prados, Campoalegre, Miralcampo |

## Política
La administración política de Albacete se realiza a través de un Ayuntamiento, de gestión democrática, cuyos componentes se eligen cada cuatro años por sufragio universal. El censo electoral está compuesto por todos los residentes empadronados en el municipio de Albacete mayores de 18 años, de nacionalidad española y de los otros países miembros de la Unión Europea. Según lo dispuesto en la Ley del Régimen Electoral General, que establece el número de concejales elegibles en función de la población del municipio, la Corporación Municipal de Albacete está formada por 27 concejales. En las elecciones municipales celebradas en 2011 la constitución del Ayuntamiento fue de 16 concejales pertenecientes al Partido Popular (PP), 10 al Partido Socialista (PSOE), y 1 edil perteneciente a Izquierda Unida (IU). Como consecuencia de dichos resultados fue elegida como alcaldesa Carmen Bayod Guinalio del Partido Popular, quien tomó posesión el día 11 de junio de 2011.
Desde la llegada de la democracia municipal en 1979 la ciudad de Albacete ha otorgado el gobierno en la mayoría de las ocasiones al Partido Socialista Obrero Español (PSOE), de tendencia socialdemócrata. Así, en 1979 una coalición social-comunista PSOE-PCE dio la alcaldía a los socialistas. De 1983 a 1995 estos se mantuvieron en el gobierno local con mayoría absoluta o con acuerdos puntuales. En 1995 se produjo un vuelco electoral en favor del PP (de tendencia democristiana y liberal en lo económico), pero tras las elecciones de 1999 el PSOE recuperó la alcaldía. En la legislatura 1999-2003 el gobierno fue del PSOE apoyado por IU, en 2003 el PSOE alcanzó la mayoría absoluta, que volvió a perder en 2007, gobernando entonces en coalición con IU. Por primera vez desde la restauración de la democracia, en 2008, un alcalde abandonó el cargo sin completar la legislatura. El 14 de diciembre de 2007, el entonces alcalde Manuel Pérez Castell anunció su decisión de dejar el cargo en marzo de 2008 para ser el número uno en la lista del PSOE por la provincia de Albacete en las elecciones al Congreso de los Diputados de España de marzo de 2008. Fue sustituido por Carmen Oliver, quien tomó posesión el 31 de marzo de dicho año., quien gobernó hasta 2011.
| Elecciones municipales en Albacete (2003 - 2011)            |        |        |            |        |       |            |        |       |            |
| Partido político                                            | 2011   | 2011   | 2011       | 2007   | 2007  | 2007       | 2003   | 2003  | 2003       |
| Partido político                                            | Votos  | %      | Concejales | Votos  | %     | Concejales | Votos  | %     | Concejales |
| Partido Popular (PP)                                        | 46 383 | 52,13% | 16         | 33 121 | 43,46 | 13         | 32 801 | 42,07 | 12         |
| Partido Socialista Obrero Español (PSOE)                    | 29 556 | 33,22  | 10         | 35 260 | 46,26 | 13         | 37 142 | 47,64 | 14         |
| Izquierda Unida - Izquierda de Castilla-La Mancha (IU-ICLM) | 5561   | 6,25   | 1          | 4974   | 6,53  | 1          | 4731   | 6,07  | 1          |

En la tabla puede observarse el comportamiento electoral de los partidos políticos municipales desde las primeras elecciones democráticas después de la Transición. Está en letra negrita el partido ganador por número de votos:
| Alcaldes y número de concejales de Albacete por partidos desde 1979 |                                            |                    |                 |                  |                   |                    |
| Periodo                                                             | Nombre del alcalde                         | Partido gobernante | Concejales PSOE | Concejales AP/PP | Concejales PCE/IU | Concejales UCD/CDS |
| 1979-1983                                                           | Salvador Jiménez Ibáñez                    | PSOE               | 11              | 0                | 5                 | 11                 |
| 1983-1987                                                           | José Jerez Colino                          | PSOE               | 16              | 10               | 1                 | 0                  |
| 1987-1991                                                           | José Jerez Colino                          | PSOE               | 13              | 9                | 2                 | 3                  |
| 1991-1995                                                           | Carmina Belmonte Useros                    | PSOE               | 14              | 10               | 3                 | 0                  |
| 1995-1999                                                           | Juan Garrido Herráez                       | PP                 | 8               | 15               | 4                 | 0                  |
| 1999-2003                                                           | Manuel Pérez Castell                       | PSOE               | 13              | 12               | 2                 | 0                  |
| 2003-2007                                                           | Manuel Pérez Castell                       | PSOE               | 14              | 12               | 1                 | 0                  |
| 2007-2008 2008-2011                                                 | Manuel Pérez Castell Carmen Oliver Jaquero | PSOE               | 13              | 13               | 1                 | 0                  |
| 2011-2015                                                           | Carmen Bayod Guinalio                      | PP                 | 10              | 16               | 1                 | 0                  |

El Ayuntamiento regula importantes asuntos como la planificación urbanística, los transportes, la recaudación de impuestos municipales, la gestión de la seguridad vial mediante la Policía Local, el mantenimiento de la vía pública (asfaltado, limpieza...) y de los jardines, etc. También es el responsable de la construcción de equipamientos municipales como polideportivos, bibliotecas y centros de servicios sociales.